# Sibynomorphus ventrimaculatus
Sibynomorphus ventrimaculatus е вид змия от семейство Смокообразни (Colubridae). Видът не е застрашен от изчезване.

## Разпространение и местообитание
Разпространен е в Аржентина (Кориентес и Мисионес), Бразилия (Мато Гросо до Сул, Парана, Рио Гранди до Сул, Санта Катарина и Сао Пауло), Парагвай и Уругвай.
Обитава гористи местности, ливади, храсталаци и савани.